# Алёша (певица)
Алёша (укр. Альо́ша; также Alyosha, наст. имя — Еле́на Алекса́ндровна Топо́ля, до замужества — Ку́чер, укр. Олена Олександрівна Тополя; род. 14 мая 1986, Запорожье, Украинская ССР) — украинская певица, композитор и автор песен. С песней «Sweet People» представляла Украину на международном песенном конкурсе Евровидение-2010 в Осло, где заняла 10-е место.

## Биография

### Детство и ранние годы
Алена Кучер родилась 14 мая 1986 года в городе Запорожье в семье милиционера, работника ГАИ Александра Николаевича Кучера и Людмилы Фёдоровны Кучер, рабочей на авиазаводе. У Алёны есть два брата, один из них — Руслан Кучер. Отец Алёны — заядлый рыбак, и поэтому в детстве она продавала рыбу. Братья Алёны занимались каратэ и кунг-фу, она им помогала тренироваться; они же брали её в свою компанию и называли её Лёшка, чаще — просто Лё. В школьные годы она пела в хоре и занималась в музыкальной студии популярной музыки «Юность», под руководством заслуженного работника культуры Владимира Артемьева (его воспитанником, в частности, является Александр Панайотов). После школы окончила факультет эстрадного вокала в Киевском национальном университете культуры и искусств.

### 2006—2010: «Евровидение»
В 2006 году Алёна побеждает на международном конкурсе «Ялта-2006», а спустя два года певица становится обладателем первой премии на Международном фестивале «Песни моря» (2008) в Севастополе. В 2009 году она подписывает договор с продюсерским центром «Catapult music», где она и получила свой сценический псевдоним.
Украинских же слушателей певица покорила песней «Снег». В декабре 2009 года на «Снег» был отснят видеоклип.

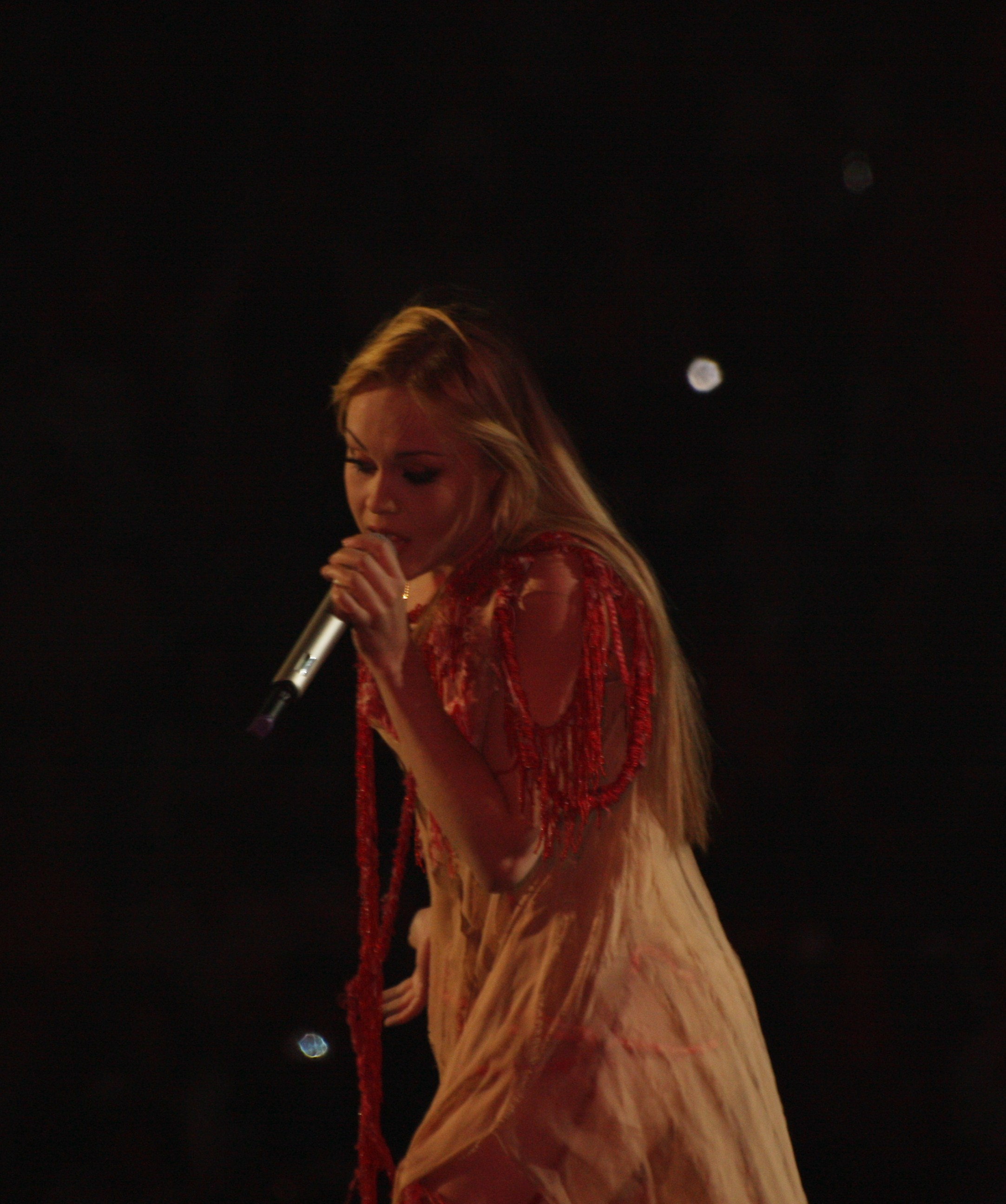
Alyosha на репетиции «Евровидения-2010»

Певица Alyosha со своей песней «To Be Free» была отобрана для конкурса Евровидение-2010 в результате Национального голосования. При этом, Алёша набрала одинаковое количество баллов с другой претенденткой — Машей Собко. Посовещавшись, жюри приняло решение в пользу Алёши.
21 марта 2010 года разразился скандал, поводом к которому стала информация о том, что конкурсная песня Алёши является плагиатом. Песня «To Be Free» была написана ещё в 1977 году в США и всё это время ждала своего исполнителя. Для «Евровидения» время написания песни не является значимым. Согласно правилам конкурса, важно лишь, чтобы песня не исполнялась публично за полгода до конкурса (то есть, до 1 октября 2009 года). Однако уже с 12 апреля 2008 года её песня стала доступна для скачивания на немецком Амазоне (под именем Alonya).
22 марта 2010 года стало известно, что песня «To Be Free» не отвечает правилам Европейского вещательного союза. Песню сняли с конкурса, и 25 марта Alyosha представила новую песню, с которой она и поехала на конкурс — «Sweet People».
«Sweet People» — это песня-обращение к людям с призывом оберегать нашу планету. От других эстрадных баллад о любви песню отличает более эмоциональное и содержательное наполнение. «Я убеждена, что тот факт, что песня создавалась в рекордно короткие сроки, никак не повлиял на её качество. Моя песня кардинально отличается по стилю от песен других стран-участниц Евровидения-2010», — заявила Алёша.
Англоязычный текст песни «Sweet People» написан самой певицей, а к созданию музыки, кроме Алёши, были причастны её продюсер Вадим Лисица и известный саунд-продюсер Борис Кукоба (вместе они работали на «Фабрике звёзд-2», пишут песни известным украинским исполнителям, в частности, Наталье Могилевской).
27 мая 2010 года певица прошла в финал конкурса «Евровидение», став одним из десяти исполнителей, одержавших победу во втором полуфинале. В финале песенного конкурса, состоявшегося 29 мая, Alyosha выступала семнадцатой. В финале заняла 10-е место, набрав 108 очков.
7 ноября 2010 года Alyosha выступила в музыкальной паузе игры украинского клуба знатоков «Что? Где? Когда?» с песней «А я пришла домой» и в конце программы с песней «Ты уйдёшь».
Кроме того, 26 апреля 2020 года, в связи с Международным днём памяти о Чернобыльской катастрофе, песня «Sweet People» прозвучала на итальянском радио Rai Radio 1.

### 2011—2018
В 2011 году получила звание «Певица года» в рейтинге народных предпочтений «Фавориты Успеха» в Украине.
По собственному признанию Елены, она сама пишет слова и музыку к своим песням: в частности, она написала музыку к песне «To Be Free». Помимо того, Alyosha является автором некоторых песен Насти Каменских, Натальи Могилевской, дуэта Потапа и Насти Каменских.
В 2015 году ALYOSHA выпустила альбом «Точка на карте», состоящий из двух частей.
31 мая 2017 года вышел клип на песню «Калина», музыку и слова к которой написала сама певица. Видео сразу стало очень популярным в YouTube и за год собрало около 7 миллионов просмотров.
19 мая 2018 года во дворце «Украина» в Киеве состоялась премия Золотая жар-птица, где ALYOSHA была номинирована в 5 категориях: «Певица года», «Хит года» (победила), «Клип года», «Народный хит», «Dance-хит» за песню «Калина». При этом во время концерта она спела свою новую песню «Текила».
В декабре стало известно, что она прекратила сотрудничество с продюсером Вадимом Лисицей, после 15-ти лет творческого сотрудничества. А уже на красной дорожке церемонии награждения премии M1 Music Awards она появилась с новой музыкальной командой во главе с продюсером Евгением Антипенко.

### С 2019 года

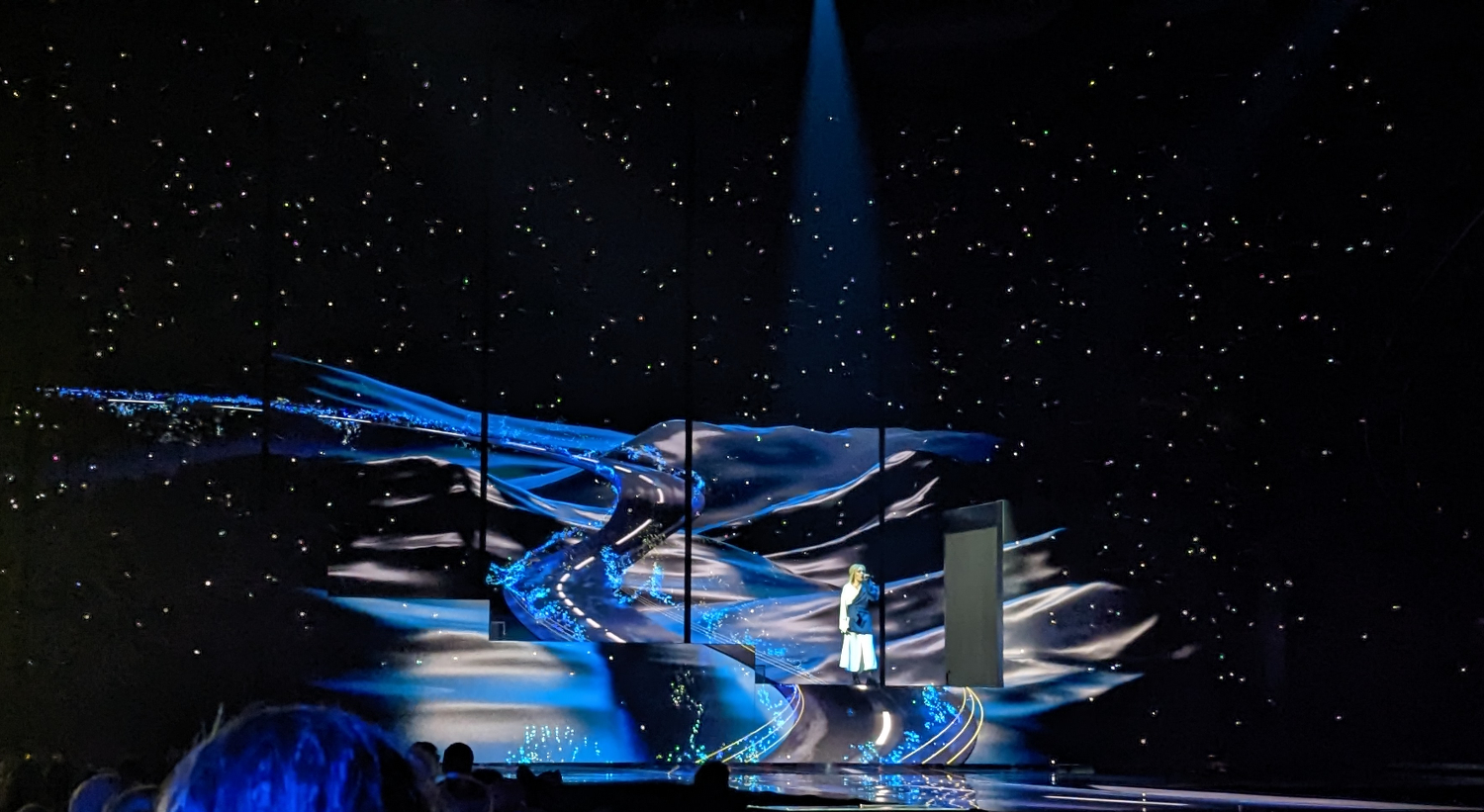
Alyosha в Ливерпуле на конкурсе «Евровидение 2023»

13 февраля — 17 апреля 2019 года состоялся тур «Поруч» в 20 городах Украины
В 2020 году, по данным TopHit, Alyosha имела 751 677 эфиров на украинских радиостанциях.
В 2023 году выступила во время первого из полуфиналов конкурса песни «Евровидение-2023». Певица в дуэте с Ребеккой Фергюсон спела песню Ordinary World, впервые исполненную британской группой Duran Duran.
С осени 2023 года вместо псевдонима «Alyosha» стала выступать под именем «Елена Тополя».

## Личная жизнь
- Бывший фактический муж до 2011 года её продюсер Вадим Вадимович Лисица (род. 2 августа 1975) (который также родом из Запорожья и является также воспитанником студии популярной музыки «Юность» под руководством Владимира Артемьева).
- Муж (с лета 2013) — Тарас Тополя (род. 21 июня 1987) — певец, лидер группы «Антитела»[29].
- Сын Роман (род. 3 апреля 2013)[6][30].
- Сын Марк (род. 30 ноября 2015)[31].
- Дочь Мария (род. 15 августа 2020).

## Дискография
| №   | Название                    | Длительность |
| --- | --------------------------- | ------------ |
| 1.  | «Wishing You Were Here»     | 3:45         |
| 2.  | «Royalty»                   | 2:55         |
| 3.  | «Tears of Love»             | 3:45         |
| 4.  | «No More Goodbyes»          | 3:28         |
| 5.  | «Revolution»                | 3:06         |
| 6.  | «Soldier»                   | 3:43         |
| 7.  | «Silouette»                 | 3:39         |
| 8.  | «Fading Sigh»               | 3:32         |
| 9.  | «A World Outside Your Door» | 2:56         |
| 10. | «To Be Free»                | 3:49         |

| №   | Название                       | Длительность |
| --- | ------------------------------ | ------------ |
| 1.  | «Там за быстрою рекою»         | 3:33         |
| 2.  | «Одной ночи мало»              | 4:17         |
| 3.  | «Снег»                         | 4:02         |
| 4.  | «Говорила-обещала»             | 2:57         |
| 5.  | «А я пришла домой»             | 3:21         |
| 6.  | «Не будет другой любви»        | 2:57         |
| 7.  | «Ты уйдёшь (Интро)»            | 1:42         |
| 8.  | «Ты уйдёшь (Jazz)»             | 1:51         |
| 9.  | «Ты уйдёшь»                    | 3:18         |
| 10. | «Твои слова»                   | 3:21         |
| 11. | «Кто сказал»                   | 3:32         |
| 12. | «Нас кохають»                  | 3:32         |
| 13. | «Звёзды шоу»                   | 3:06         |
| 14. | «Кто сказал (Bald Bros Remix)» | 4:10         |
| 15. | «Снег (Bald Bros Remix)»       | 3:38         |

| №   | Название                                 | Длительность |
| --- | ---------------------------------------- | ------------ |
| 1.  | «Our Home»                               | 2:55         |
| 2.  | «Ти найкраща» (feat. Влад Дарвин)        | 3:25         |
| 3.  | «Смысл жизни» (feat. Влад Дарвин)        | 3:28         |
| 4.  | «Больше, чем любовь» (feat. Влад Дарвин) | 3:50         |
| 5.  | «Троянди»                                | 4:02         |
| 6.  | «Феромоны любви»                         | 3:38         |
| 7.  | «Точка на карте»                         | 3:36         |
| 8.  | «Ты моё всё»                             | 4:14         |
| 9.  | «БЕЗоружная»                             | 3:12         |
| 10. | «Передряга»                              | 3:26         |
| 11. | «Феромоны любви (SpeakOne Remix)»        | 5:03         |
| 12. | «Точка на карте (Krayons Remix)»         | 3:31         |
| 13. | «Ты моё всё (Alyosha Remix)»             | 3:38         |
| 14. | «Безоружная (Anton Kraynoff Remix)»      | 3:10         |
| 15. | «Моё сердце»                             | 3:30         |

2017 — «Маленький секрет»

## Саундтреки
- 2016 — песня «Бегу» стала саундтреком к романтической комедии «Жёны на тропе войны»
- 2017 — песня «Капли» стала саундтреком к сериалу «Райское место»
- 2020 — песня «Птаха» стала саундтреком к украинскому сериалу «Сага»

## Видеография
| Год  | Клип                                                | Режиссёр                        | Альбом                    |
| ---- | --------------------------------------------------- | ------------------------------- | ------------------------- |
| 2009 | «Снег»                                              | Виктор Скуратовский             | «Точка на карте, часть 1» |
| 2010 | «Ты уйдёшь»                                         | Виктор Скуратовский             | «Точка на карте, часть 1» |
| 2010 | «Sweet People»                                      | Виктор Скуратовский             | без альбома               |
| 2010 | «А я пришла домой»                                  | Александр Сюткин                | «Точка на карте, часть 1» |
| 2011 | «Ти — найкраща» / «Смысл жизни» (feat. Влад Дарвин) | Александр Филатович             | «Точка на карте, часть 2» |
| 2012 | «Больше чем любовь» (feat. Влад Дарвин)             | Александр Образ                 | «Точка на карте, часть 2» |
| 2012 | «Феромоны любви»                                    | Александр Филатович             | «Точка на карте, часть 2» |
| 2012 | «Точка на карте»                                    | Александр Филатович             | «Точка на карте, часть 2» |
| 2013 | «Ты моё всё»                                        | Александр Филатович             | «Точка на карте, часть 2» |
| 2014 | «Безоружная»                                        | Олег Борщевский                 | «Точка на карте, часть 2» |
| 2015 | «Моё сердце»                                        | Глеб Сущев                      | «Точка на карте, часть 2» |
| 2015 | «Маленький секрет»                                  | Елена Тополя (Alyosha)          | «Маленький секрет»        |
| 2016 | «Капли»                                             | Александр Филатович             | «Маленький секрет»        |
| 2016 | «Бегу»                                              | Александр Филатович             | «Маленький секрет»        |
| 2017 | «Калина» «На фоні Париж» / «На фоне Париж»          | Александр Филатович Инна Грабар | «Маленький секрет»        |
| 2018 | «Текіла»                                            | Инна Грабар                     | «TBA»                     |
| 2020 | «Не вона»                                           |                                 |                           |
| 2021 | LEBEDI                                              | Ярослав Савчак                  |                           |
| 2022 | «Моє море»                                          | Ярослав Савчак                  |                           |
| 2022 | «Мене створив»                                      | Ярослав Савчак                  |                           |
| 2023 | «Я НА ВОЛІ Є»                                       |                                 |                           |

## Награды

### 2010 год
- Премии «Фавориты Успеха — 2010», победа в номинации «Певица года»[32].

### 2011 год
- Премия «Золотой граммофон» (Украина) за песню «Ты смысл жизни» (дуэт с Владом Дарвиным)
- Премия «Золотой граммофон» (Украина) за песню «А я пришла домой»
- Премия «YUNA» победа в номинации «Дуэт года» (С Владом Дарвиным)
- Премия «Хрустальный микрофон» победа в номинации «Песня года» за песню «Sweet People»

/ Премия «Хрустальный микрофон» победа в номинации «Радио-хит года» за песня «Ты смысл жизни» (дуэт с Владом Дарвиным)

### 2013 год
- Премия «Песня Года» (Украина) за песню «Точка на карте»

### 2014 год
- Премия «Песня Года» (Украина) за песню «Безоружная»

### 2017 год
- Премия «Viva! Самые красивые» победа в номинации «Мама года».
- Премия «Музыкальная Платформа» за песню «Калина»
- Премия «M1 Music Awards» победа в номинации «Червона рута» за песню «Калина»

### 2022 год
- Знак отличия Президента Украины «Золотое сердце» (9 декабря 2022 года) — за весомый личный вклад в оказание волонтёрской помощи и развитие волонтёрского движения, в частности, при осуществлении мероприятий по обеспечению обороны Украины, защите безопасности населения и интересов государства в связи с военной агрессией Российской Федерации против Украины и преодоления её последствий[33]